# ATI CrossFire
CrossFire е технология, използвана при графичните карти, на компанията ATI Technologies. Технологията дава възможност до четири видеокарти да се използват в един компютър за постигане на по-добри резултати в графично отношение. От своя страна, конкурентната фирма за видеокарти NVidia използват технологията SLI, която има същото предназначение.